# Merghindeal
Merghindeal is een Roemeense gemeente in het district Sibiu.

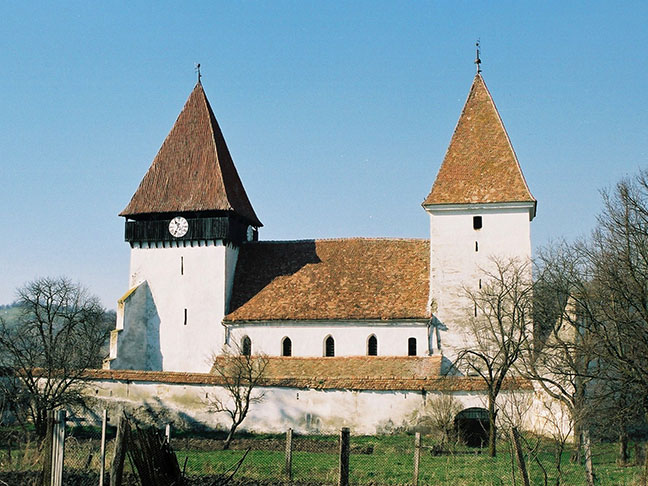
Kasteelkerk Mergeln, Merghindeal

Merghindeal telt 1277 inwoners.